# Кипрей Хорнеманна
Кипре́й Хорнема́нна (лат. Epilóbium hornemánnii) — травянистое многолетнее растение; вид рода Кипрей из семейства Кипрейные (Onagraceae). Видовое название дано в честь датского ботаника Йенса Вилкена Хорнеманна (1770—1841).

## Распространение и экология
Распространён в пределах умеренной зоны в приокеанических районах Северной Пацифики (Камчатка, Курильские острова, Сахалин, побережье Охотского моря, Япония, Канада, западные штаты США), Атлантики (Гренландия, Финляндия, Исландия, Норвегия, Швеция, Новая Англия) и Северного Ледовитого океана (север Европейской части России, север Восточной и Западной Сибири).
Растёт у ключиков, на галечниках рек и берегах ручьёв, на скалах и сырых склонах, по окраинам снежников и временным водотокам.

## Ботаническое описание

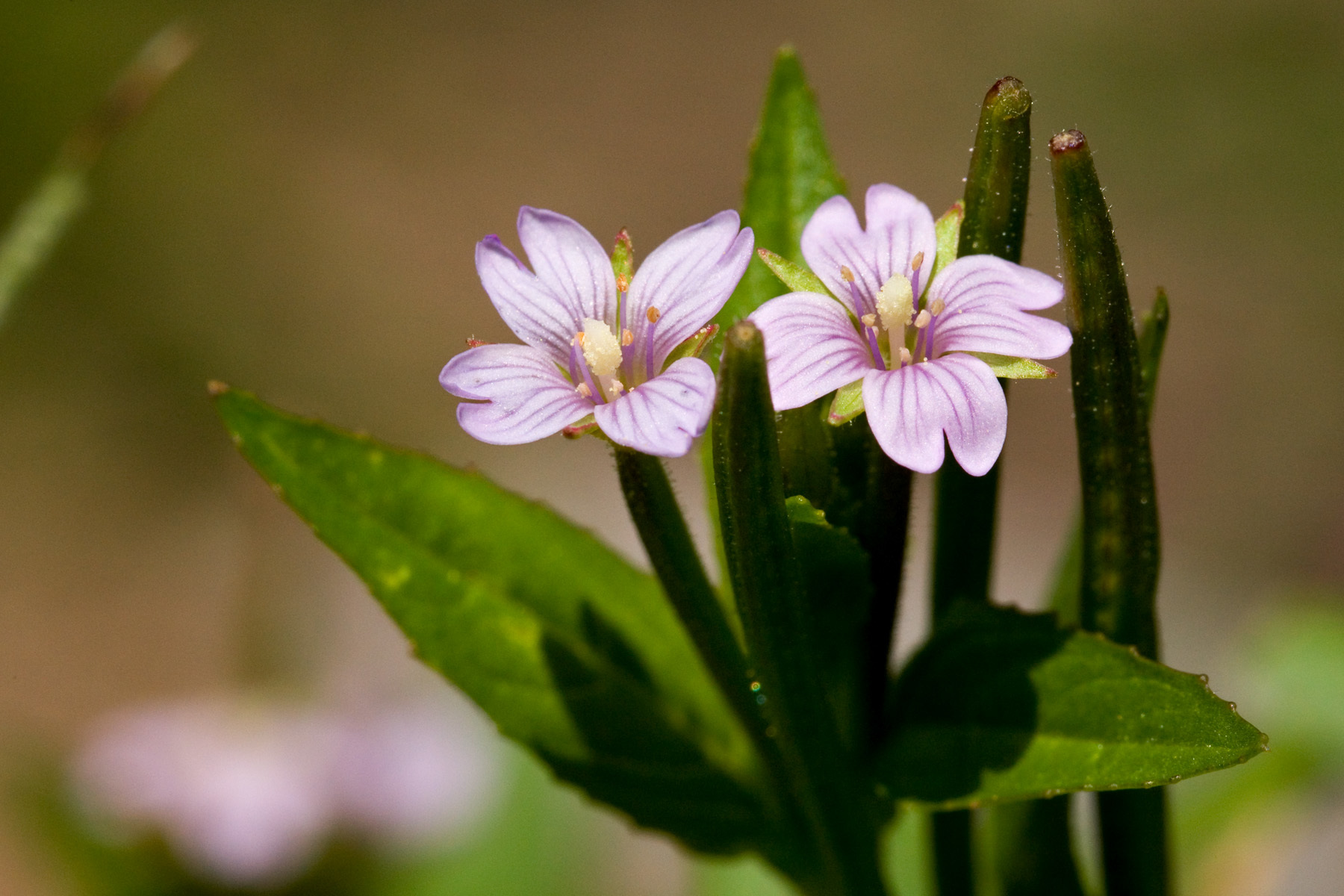
Цветки

Стебли прямостоячие, до 30 см высотой.
Листья супротивные, яйцевидные или ланцетные, по краям мелкозубчатые.
Цветки розовые или почти белые, с 4 двураздельными лепестками.
Плод — удлинённая многосемянная коробочка. Семена с летучками из тонких белых волосков.